# Conseil municipal de Paris
Ne doit pas être confondu avec le Conseil de Paris qui lui a succédé en 1968.
Le conseil municipal de Paris est l'assemblée délibérante de la ville de Paris ayant existé du 20 avril 1834 au 31 décembre 1967, lorsque Paris était une commune du département de la Seine. Il est remplacé au 1er janvier 1968 par le Conseil de Paris qui cumule les fonctions de conseil municipal et de conseil général.

## De 1834 à 1871
Le premier véritable Conseil municipal de Paris a été créé par la loi du 20 avril 1834 séparant le Conseil municipal de la ville de Paris du Conseil général de la Seine. Les trente-six conseillers généraux de la Seine élus au suffrage censitaire dans les douze arrondissements deviennent de droit membres de cette nouvelle assemblée.
Le pouvoir détenu par le Conseil municipal est assez limité, car le préfet de la Seine et le préfet de police détiennent la plupart des attributs du maire. De plus le président et le vice-président du conseil municipal sont nommés par le roi annuellement parmi les membres du conseil municipal. Ce dernier se réunit uniquement sur convocation du préfet et délibère des questions soumises par la préfecture.
Au cours de la Révolution française de 1848, qui s'est déroulée à Paris du 22 au 25 février 1848, la fonction de Maire de Paris est brièvement rétablie. Cependant, à la suite des journées insurrectionnelles de juin 1848 l'État et ses deux préfets reprennent en main l'exécutif communal. Le 8 juillet 1848 une commission provisoire municipale et départementale, à la fois pour le département de la Seine et la Ville de Paris, est nommée avec 36 membres, tandis que la fonction de maire est de nouveau abolie. Sur décret la commission provisoire est remplacée par deux commissions le 8 septembre 1849, une commission départementale de la Seine de 44 membres et une commission municipale composée des 36 membres de la commission départementale nommés pour Paris.
En raison de la peur d'un Paris révolutionnaire, le gouvernement met donc Paris sous tutelle et dote la capitale d’un régime administratif spécial, qui évite l'élection au suffrage universel, pourtant généralisé dans les autres communes avec le décret du 3 juillet 1848. Napoléon III prolonge cette organisation, se méfiant d'une capitale avec des sympathies républicaines qui a tenté de se soulever lors du coup d'État du 2 décembre 1851. La loi du 5 mai 1855 restaure néanmoins la dénomination conseil municipal de Paris. Le préfet de la Seine de l'époque, le Baron Haussman, s'oppose à l'élection du conseil municipal de Paris, considérant que l'État doit intervenir directement et que le conseil doit simplement aider l’œuvre préfectorale. Composé de notables, le conseil municipal se réunit alors une fois par semaine pour des séances de moins de deux heures. Toutefois, avec l'extension de Paris en 1860 et l'annexion des communes périphériques, le nombre de conseillers nommés passe de 36 à 60.
Opposés à cette tutelle de l'État, les républicains Jules Ferry, Léon Gambetta et Étienne Arago déposent en février 1870 une proposition de loi sur l’organisation municipale de Paris pour permettre au conseil municipal de Paris d'avoir des attributions équivalentes aux autres conseils municipaux. À la suite de cette proposition, une commission est chargée par le gouvernement Ollivier d'élaborer un projet de réorganisation, qui est proposé en avril 1870 avec l'élection du conseil municipal au suffrage universel. Néanmoins, ce projet échoue avec la chute du Second Empire.
À la suite de la proclamation de la Troisième République, la fonction de maire est à nouveau rétablie le 4 septembre 1870. Néanmoins, l'insurrection de la Commune de Paris provoque la fuite du maire de Paris, Jules Ferry et de nouvelles élections municipales.

## La Commune de Paris
Lors du siège de Paris, le Comité central de la Garde nationale prend en main la direction de la ville de Paris et organise de nouvelles élections municipales. Lors de ces élections du 26 mars 1871, 92 postes de conseillers sont à pourvoir. Les révolutionnaires obtiennent la majorité et proclament la Commune de Paris. Celle-ci est écrasée dans le sang deux mois plus tard.

## De 1871 à 1914

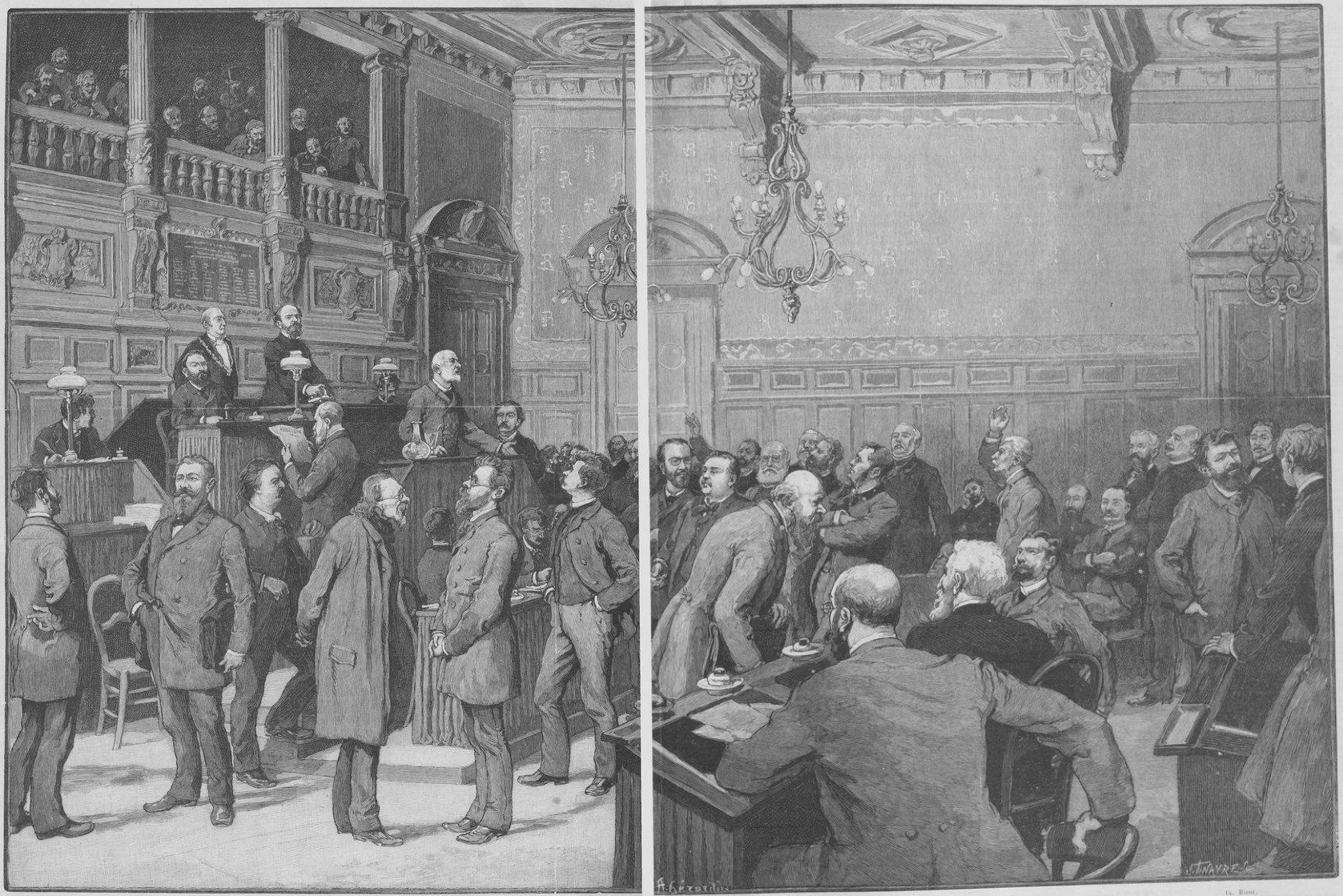
Séance du conseil municipal de Paris en 1889.

De nouvelles élections municipales sont organisées le 30 juillet 1871 conformément aux nouvelles règles de la loi du 14 avril 1871 votée par l'Assemblée nationale repliée à Versailles. Selon cette loi, les conseillers municipaux de Paris sont élus en tant que tels comme dans les autres communes françaises. Ils sont également membres de droit du Conseil général de la Seine. Le Conseil municipal comprend 80 membres, soit quatre conseillers par arrondissement : un par quartier administratif. L'État continue d'administrer directement la ville de Paris par le biais du préfet de la Seine et du préfet de Police.
Les conseillers de Paris sont élus pour une durée de trois ans, contrairement à ceux du reste de la France, élus pour une durée de quatre ans. L'élection se fait au scrutin uninominal majoritaire à deux tours dans le cadre du quartier. Les élections municipales ont ainsi lieu successivement en 1874, 1878, 1881, 1884, 1887, 1890, 1893 et 1896. À l'occasion du scrutin de 1896, les élections municipales de Paris, qui avaient lieu tous les trois ans, coïncident de nouveau avec les élections municipales nationales, qui avaient lieu tous les quatre ans. Depuis lors, les élections municipales se déroulent pour Paris comme pour le reste du pays tous les quatre ans, en 1900, 1904, 1908 et 1912.
Ce mode de désignation des conseillers est adopté par l'Assemblée nationale dominée par les monarchistes pour garantir un apolitisme municipal et éviter de nouvelles insurrections. Un président du conseil renouvelable lors de chaque session est désigné par les conseillers à la place du maire. Toutefois, cette configuration donne lieu dans un premier temps à un affrontement entre les républicains et les monarchistes entre 1871 et 1881. Les républicains radicaux parviennent progressivement pendant cette décennie à s'installer comme la force hégémonique.
Néanmoins, les radicaux demeurent opposés au statut spécifique et portent un municipalisme parisien, notamment à travers un projet défendu par le conseiller radical Sigismond Lacroix le 6 novembre 1880, qui devient le fondement du courant dit « autonomiste ». Pendant les deux décennies entre 1881 et 1900 les radicaux demeurent la force principale, tandis que les socialistes progressent à gauche, aux dépens des républicains modérés Les élus municipalistes parisiens perdent cependant progressivement leur influence, et la loi du 5 avril 1884 sur l'organisation municipale ne concerne pas la Ville de Paris. Paris glisse ensuite vers la droite avec les élections municipales de 1900, tendance qui se renforce lors des votes suivants. En effet, le conseil municipal est présidé par le socialiste Émile Chausse jusqu'au 3 novembre 1909, date à laquelle un vote de défiance le met en minorité contre Ernest Caron, républicain progressiste qui obtient 38 voix et fait passer la direction du bureau du Conseil municipal de la gauche vers la droite.

## Première Guerre mondiale
La Première Guerre mondiale débute le 4 août 1914. Les élections municipales sont suspendues. Le président du Conseil municipal en place au début du conflit, Adrien Mithouard, conserve ses fonctions. Il meurt quelques mois avant les élections suivantes qui ont lieu, une fois la paix revenue, le 30 novembre 1919.

## De 1919 à 1940
Selon la nouvelle loi électorale, les conseillers élus en 1919 le sont pour une période de six ans. Les consultations suivantes se déroulent en 1925, 1929 et 1935.
La loi du 10 avril 1935 porte à 90 le nombre de conseillers municipaux en subdivisant les quartiers des arrondissements périphériques les plus peuplés. La durée du mandat de conseiller municipal de Paris, fixée à trois ans en 1871, est portée à quatre ans la loi du 2 avril 1896, puis à six ans par la loi du 10 avril 1929. Grâce à la détermination de ses membres, le conseil municipal de Paris acquiert progressivement un poids politique dont les préfets de tutelle doivent s'accommoder.

## Seconde Guerre mondiale
Après la signature du pacte germano-soviétique, les communistes sont exclus du conseil. À la suite de l'invasion allemande de 1940, les sessions du Conseil municipal de Paris sont officiellement suspendues par la loi du 26 décembre 1940. La loi du 16 octobre 1941 rétablit un conseil municipal de 90 membres, dont certains sont des conseillers sortants prolongés et les autres sont nommés par le Ministre de l'Intérieur. Deux
femmes siègent alors pour la première fois au conseil municipal. Le nouveau président, Charles Trochu, appartient à la droite nationale et son premier vice-président, Louis Castellaz, est un ancien communiste qui avait rejoint la SFIO en 1936. Trochu est destitué en 1943 et remplacé par Pierre Taittinger.
Après l'insurrection parisienne d'août 1944, c'est le Comité Parisien de Libération qui assume les fonctions de Conseil municipal de Paris et de Conseil général de la Seine.

## Comité parisien de la Libération et Assemblée municipale provisoire (1945)
Sont nommés « membres de l'Assemblée municipale provisoire de la ville de Paris » par décret du 12 mars 1945, à la suite des discussions entre les Comités locaux de libération et le Comité parisien de la Libération, 85 conseillers :

## De 1945 à 1967
À partir de 1945, l'ancien mode de scrutin uninominal majoritaire à deux tours par quartier administratif est abandonné. Les 90 conseillers municipaux sont à la place élus dans un scrutin proportionnel plurinominal dans six secteurs. Le scrutin autorise à la fois le panachage et les listes incomplètes, avec une répartition au quotient puis aux restes, prenant en compte le nombre de voix obtenu par chaque candidat.
| Secteur | Arrondissements  | Nombre de conseillers |
| ------- | ---------------- | --------------------- |
| 1       | 5e, 13e, 14e     | 14                    |
| 2       | 6e, 7e, 15e      | 14                    |
| 3       | 8e, 16e, 17e     | 16                    |
| 4       | 1er, 2e, 9e, 18e | 14                    |
| 5       | 3e, 4e, 10e, 11e | 15                    |
| 6       | 12e, 19e, 20e    | 17                    |

De nouvelles élections municipales ont lieu le 29 avril 1945. Il y a 108 listes. Il en ressort une majorité de gauche. Sur les 88 élus, la répartition est la suivante : 27 communistes, 12 socialistes, 5 radicaux, 14 MRP, 8 élus « résistants » et 22 modérés (droite).
André Le Troquer (socialiste SFIO) est élu président du Conseil municipal avec 84 voix sur 86 suffrages exprimés.
Si le mode de scrutin proportionnel demeure, une nouvelle répartition des arrondissements par secteurs est effectuée en 1947.
| Secteur | Arrondissements | Nombre de conseillers |
| ------- | --------------- | --------------------- |
| 1       | 5e, 6e, 7e      | 9                     |
| 2       | 13e, 14e        | 11                    |
| 3       | 15e             | 8                     |
| 4       | 1er, 2e, 8e, 9e | 9                     |
| 5       | 16e, 17e        | 13                    |
| 6       | 18e             | 9                     |
| 7       | 3e, 4e, 10e     | 8                     |
| 8       | 12e, 11e        | 11                    |
| 9       | 19e, 20e        | 12                    |

Aux élections municipales de 1947, il y a moins de listes en présence (74 seulement). Le RPF a 52 élus, soit la majorité absolue. Le groupe communiste a 25 conseillers. Le groupe socialiste a 8 élus. Le MRP n'a plus que 5 élus.
Le RPF est en position dominante, et Pierre de Gaulle est élu président du Conseil municipal avec 51 voix, contre le communiste Raymond Bossus (25 voix), et le socialiste Gaston Gévaudan (8 voix). Le MRP ne prend pas part au vote.
Aux élections de 1953, huit partis se présentent dans tous les secteurs : le PCF, la SFIO, le MRP, l'Union des Indépendants et du RGR, le CNI, la Fédération républicaine des indépendants, l'Union des républicains nationaux et le RPF.
Sont élus : 28 communistes, 26 Indépendants, 9 socialistes, 10 RPF, 6 MRP, 11 RGR. Édouard Frédéric-Dupont (indépendant) est élu président du Conseil municipal.
Un nouveau redécoupage des secteurs a lieu en 1959.
| Secteur | Arrondissements | Nombre de conseillers |
| ------- | --------------- | --------------------- |
| 1       | 5e, 6e, 7e      | 9                     |
| 2       | 13e, 14e        | 11                    |
| 3       | 15e             | 8                     |
| 4       | 1er, 2e, 3e, 4e | 7                     |
| 5       | 16e, 17e        | 14                    |
| 6       | 18e             | 9                     |
| 7       | 8e, 9e, 10e     | 10                    |
| 8       | 12e, 11e        | 11                    |
| 9       | 19e, 20e        | 11                    |

Aux élections de 1959, 96 listes se présentent. Cinq partis sont présents dans les 9 secteurs : le PCF, la SFIO, le MRP, l'UNR et le CNI.
Sont élus : 29 communistes, 1 UFD, 9 socialistes, 3 MRP, 4 Centre républicain, 23 UNR, 19 CNI et deux Divers droite.
Le Docteur Pierre Devraigne est élu président du Conseil municipal.
Aux élections de 1965, le mode de scrutin est modifié. Les élections se font de nouveau au scrutin majoritaire, dans le cadre d'un système plurinominal à deux tours, avec listes bloquées. La ville de Paris est redécoupée en 14 secteurs électoraux.
| Secteur | Arrondissements | Nombre de conseillers |
| ------- | --------------- | --------------------- |
| 1       | 1er, 2e, 3e, 4e | 7                     |
| 2       | 5e, 6e          | 6                     |
| 3       | 7e, 8e          | 6                     |
| 4       | 9e, 10e         | 7                     |
| 5       | 11e             | 6                     |
| 6       | 12e             | 5                     |
| 7       | 13e             | 5                     |
| 8       | 14e             | 6                     |
| 9       | 15e             | 8                     |
| 10      | 16e             | 7                     |
| 11      | 17e             | 7                     |
| 12      | 18e             | 8                     |
| 13      | 19e             | 5                     |
| 14      | 20e             | 7                     |

Sont élus : 25 communistes (et apparentés), 2 PSU, 2 radicaux, 9 socialistes SFIO, 13 centristes, 27 UNR, et 12 alliés aux gaullistes.
Albert Chavanac est élu par 48 voix (gaullistes et centristes), contre 38 à Pierre Giraud (socialiste).
À la suite de la fusion du conseil municipal et du conseil général en une assemblée unique, le Conseil de Paris, le conseil municipal de Paris cesse ses fonctions au 31 décembre 1967.

## Le président du Conseil municipal
Le rôle du président se limitait à présider le Conseil et à le représenter lors des cérémonies officielles. Ce poste était toutefois très recherché car il remplit toutes les fonctions honorifiques du maire. À l'origine, le président et son vice-président étaient nommés par le Roi. Sous le Second Empire, le président est élu par les 36 membres du conseil municipal. Après la réforme de 1871, il est élu par ses pairs avec deux vice-présidents lors de chaque séance du conseil. Le président et les deux vice-présidents ainsi que les quatre secrétaires et un syndic forment ensemble le bureau du Conseil. Ceci donne lieu à des rivalités aboutissant à de fréquents changements de titulaire. À partir de 1890, le président est élu pour la durée d'un an. Le scrutin a généralement lieu au mois de mai, en fonction de la date des élections municipales précédant ce vote.
Quelques présidents du Conseil municipal de Paris ont accédé à des responsabilités nationales en tant que secrétaire d'État comme Pierre-Christian Taittinger et Jacques Dominati, ou que ministre comme Charles Hérisson et André Le Troquer. Deux d'entre eux ont été appelés aux plus hautes responsabilités ; il s'agit de Charles Floquet et Georges Clemenceau, devenus respectivement les 46e et 63e présidents du Conseil des ministres français.